# Scotinella banksi
Pour les articles homonymes, voir Banksi.
Espèce
Synonymes
- Phrurolithus banksi Gertsch, 1941
- Phrurolithus pipensis Muma, 1945

Scotinella banksi est une espèce d'araignées aranéomorphes de la famille des Phrurolithidae.

## Distribution
Cette espèce est endémique des États-Unis.  Elle se rencontre de la Virginie au Maryland et à l'Indiana.

## Description
Le mâle holotype mesure 1,60 mm.
Le mâle décrit par Platnick et Chamé-Vázquez en 2024 mesure 1,52 mm et la femelle 1,80 mm.

## Étymologie
Cette espèce est nommée en l'honneur de Nathan Banks.

## Systématique et taxinomie
Cette espèce a été décrite sous le protonyme Phrurolithus banksi par Gertsch en 1941. Elle est placée dans le genre Scotinella par Platnick et Chamé-Vázquez en 2024.
Phrurolithus pipensis a été placée en synonymie par Platnick et Chamé-Vázquez en 2024.

## Publication originale
- Gertsch, 1941 : « New American spiders of the family Clubionidae. I. » American Museum novitates, no 1147, p. 1-20 (texte intégral).